# Remeteszőlős
Remeteszőlős är en ort i Ungern.   Den ligger i provinsen Pest, i den nordvästra delen av landet, 11 km nordväst om huvudstaden Budapest. Remeteszőlős ligger 296 meter över havet och antalet invånare är 612.
Terrängen runt Remeteszőlős är lite kuperad. Runt Remeteszőlős är det mycket tätbefolkat, med 1 266 invånare per kvadratkilometer. Närmaste större samhälle är Budapest, 11,3 km sydost om Remeteszőlős. Runt Remeteszőlős är det i huvudsak tätbebyggt.